# Brusasco
Brusasco és un comune (municipi) de la ciutat metropolitana de Torí, a la regió italiana del Piemont, situat a uns 30 quilòmetres al nord-est de Torí. A 1 de gener de 2019 la seva població era de 1.528 habitants.
Brusasco limita amb els següents municipis: Brozolo, Cavagnolo, Crescentino, Monteu da Po, Moransengo, Verolengo i Verrua Savoia.